# Asti (trib)
Astii reprezentau un trib tracic localizat de Strabon în apropierea coloniei grecesti Apollonia Pontica (azi Sozopol, Bulgaria). 
Strabon mai menționează că astii erau pirați temuti și că jefuiau pe cei care debarcau pe coasta pustie și stâncoasă a promontoriului Thynias. 
O ipoteză este că astii ar fi creat un mare regat, ce ar fi luat locul celui al odrisilor jucând un important rol istoric în epoca elenistică. Dar dovezi în sprijinul acestei supoziții sunt insuficiente. Sigur este că astii au dominat litoralul amintit, dominație usurată mult de dispariția regatului  celților din Tylis (pe la 218 î.Hr.) și de decaderea Apolloniei. În anul 108 î.e.n. consulul roman Cneius Manilus Vulso a intrat în conflict cu astii. Sub Imperiul roman, ținuturile astilor au devenit un domeniu al provinciei Tracia, cuprinzând și zona păduroasă de la vest de munții Istranca. 
Procopius scrie în 551 d.Hr. despre această regiune a astilor că în 550 d.Hr.: "sclavinii (slavii) jefuiră în voie și tara numită Astica, rămasă până atunci nepustiită și de aceea avură prilejul să găsească acolo pradă bogată. Răvășiră astfel un ținut întins și ajunseră până la Zidurile cele Mari, cale de ceva mai mult de o zi departare de Bizanț. Nu mult după aceea oastea romana se luă pe urmele năvălitorilor și se întâlni cu o parte din ei ; se încăierară pe neașteptate și (romanii) îi puseră pe fuga ".